# Windsurf World Cup 2017
Der Windsurf World Cup 2017 begann mit dem Slalom World Cup in Ulsan (Südkorea) am 3. Mai 2017 und endete mit dem Slalom World Cup in Nouméa auf Neukaledonien am 26. November 2017.

## Neuerungen
Erstmals wurden im Rahmen des World Cups Foil-Rennen ausgetragen. Allerdings wird in dieser Disziplin noch kein Weltmeistertitel vergeben, dies soll jedoch zur Saison 2018 geschehen.
Ab der Saison 2017 gilt ein neues Punktesystem. So erhält der Sieger eines Events nicht mehr 2100 Punkte, sondern 1000 Punkte. Der Zweite nicht mehr 2067 Punkte, sondern 990 Punkte usw. Zudem werden bei Slalom- oder Foil-Events 1030 statt 1000 Punkte für einen Sieg vergeben, wenn bei diesem mehr als drei Rennen ausgetragen werden.

## Saisonverlauf

### Vor Saisonbeginn
Im Februar 2017 veröffentlichte die PWA ihren provisorischen Tourplan. Dieser enthielt auch ein Event in Marseille (Frankreich), welches am 7. April 2017 stattfinden sollte (Slalom-Wettbewerb der Männer). Diese musste jedoch einige Tage später abgesagt werden, da ein wichtiger Sponsor abgesprungen war und somit das notwendige Budget nicht erreicht wurde. Kurz zuvor war allerdings bekannt geworden, dass es erstmals nach 24 Jahren wieder einen Tourstopp in Yokosuka (Japan) geben wird.
Bereits vor dem Tourstart konnte der dreimalige Wave-Weltmeister Philip Köster, nach einer schweren Knieverletzung, sein Comeback verkünden.

### Saisonbeginn
Beim ersten Event in Ulsan (Südkorea) konnte aufgrund des wenigen Windes lediglich eine Slalom-Elimination ausgetragen werden, welche die Weltmeisterin des vorherigen Jahres Sarah-Quita Offringa gewann. Bei den Herren konnte kein Ergebnis zu Stande gebracht werden. Bei folgenden Tourstopp in Japan wurde zum ersten Mal ein Foil-Wettkampf ausgetragen.
In Pozo Izquierdo wurde der erste Wave-Wettbewerb der Saison gefahren. Diesen konnte bei den Herren völlig überraschend, da er erst im Februar von einer schweren Knieverletzung zurückgekehrt war, Philip Köster gewinnen. Auch bei den Frauen konnte das deutsche Lager einen Überraschungserfolg verbuchen. Die junge Lina Erpenstein wurde hinter den Dominatorinen der letzten Jahre, den Moreno Twins, Dritte. Eine Woche später wurde Ende Juli Sarah-Quita Offringa erneut Weltmeisterin im Freestyle, da sie das einzige Freestyle-Event der Damen an der Costa Calma gewann. Allerdings gewann sie den Wettkampf so knapp wie noch nie, mit nur 1,2 Punkten Vorsprung gegen Maaike Huvermann aus den Niederlanden. Im Freestyle der Herren kam es erneut zum Duell des mehrmaligen Weltmeisters Gollito Estredo und des jungen Amado Vrieswijk von Bonaire, welches Estredo erneut für sich entscheiden konnte.

### Saisonende
Bereits nach dem Ende des Slalom-World Cups in Hvide Sande (Dänemark) wurde seitens der PWA verkündet, dass Sarah-Quita Offringa Weltmeisterin im Slalom sei. Dies wurde jedoch Anfang November von der PWA korrigiert, da durch das neue Punktesystem noch keine Entscheidung feststand. Beim Super-Grand-Slam auf Sylt fielen gleich drei Weltmeisterschaftsentscheidungen. Nachdem die PWA den Aloha Classic auf Maui aufgrund von Finanzierungsproblemen Ende September absagen musste, waren somit die Wave-Wettbewerbe auf Sylt die letzten der Saison. Bei diesen kürten sich die mehrmaligen Weltmeister Philip Köster sowie Iballa Ruano Moreno zu den neuen Weltmeistern. Im Freestyle konnte der Venezolaner Gollito Estredo seinen Titel knapp gegen Amado Vrieswijk verteidigen, welcher durch ein zu klein gewähltes Segel einige Probleme im entscheidenden Wettkampf hatte. In Nouméa (Neukaledonien) konnte Offringa auch im Slalom ihren Titel verteidigen. Des Weiteren gewann Albeau zum 11. Mal die Slalom Weltmeisterschaft vor dem Weltmeister von 2016, Matteo Iachino.

## World-Cup-Wertungen

### Wave
| Rang | Name                   | Land                   | Punkte |
| ---- | ---------------------- | ---------------------- | ------ |
| 01   | Philip Köster          | Deutschland            | 2980 * |
| 02   | Víctor Fernández López | Spanien                | 2980   |
| 03   | Marcilio Browne        | Brasilien              | 2920   |
| 04   | Alex Mussolini         | Spanien                | 2855   |
| 05   | Adam Lewis             | Vereinigtes Königreich | 2855   |
| 06   | Thomas Traversa        | Frankreich             | 2850   |
| 07   | Jaeger Stone           | Australien             | 2790   |
| 08   | Ricardo Campello       | Venezuela              | 2780   |
| 09   | Alessio Stillrich      | Deutschland            | 2660   |
| 010  | Daniel Bruch           | Deutschland            | 2645   |

| Rang | Name                 | Land        | Punkte |
| ---- | -------------------- | ----------- | ------ |
| 01   | Iballa Ruano Moreno  | Spanien     | 2990   |
| 02   | Daida Ruano Moreno   | Spanien     | 2960   |
| 03   | Sarah-Quita Offringa | Aruba       | 2940   |
| 04   | Lina Erpenstein      | Deutschland | 2910   |
| 05   | Justyna Sniady       | Polen       | 2900   |
| 06   | Greta Benvenuti      | Spanien     | 2775   |
| 07   | Nicole Bandini       | Italien     | 2760   |
| 08   | Caterina Stenta      | Italien     | 2745   |
| 09   | Arrianne Aukes       | Niederlande | 2675   |
| 10   | Serena Zoia          | Italien     | 2645   |

### Freestyle
| Rang | Name            | Land          | Punkte |
| ---- | --------------- | ------------- | ------ |
| 01   | Gollito Estredo | Venezuela     | 2000   |
| 02   | Amado Vrieswijk | Bonaire       | 1980   |
| 03   | Jacopo Testa    | Italien       | 1950   |
| 04   | Yentel Caers    | Belgien       | 1930   |
| 05   | Sam Esteve      | Frankreich    | 1875   |
| 06   | Adrien Bosson   | Frankreich    | 1855   |
| 07   | Antoine Albert  | Neukaledonien | 1825   |
| 08   | Balz Müller     | Schweiz       | 1800   |
| 08   | Antony Ruenes   | Frankreich    | 1800   |
| 10   | Everon Frans    | Bonaire       | 1770   |

| Rang | Name                 | Land                   | Punkte |
| ---- | -------------------- | ---------------------- | ------ |
| 01   | Sarah-Quita Offringa | Aruba                  | 1000   |
| 02   | Maaike Huvermann     | Niederlande            | 0990   |
| 03   | Oda Johanne Brødholt | Norwegen               | 0980   |
| 04   | Arrianne Aukes       | Niederlande            | 0970   |
| 05   | Olya Raskina         | Russland               | 0955   |
| 05   | Birgit Rieger        | Österreich             | 0955   |
| 07   | Clare Elliott        | Vereinigtes Königreich | 0940   |
| 08   | Alexa Escherich      | Deutschland            | 0925   |
| 08   | Hanna Poschinger     | Österreich             | 0925   |
| 10   | Stefania Fumagalli   | Italien                | 0910   |

### Slalom
| Rang | Name             | Land                   | Punkte |
| ---- | ---------------- | ---------------------- | ------ |
| 01   | Antoine Albeau   | Frankreich             | 5100   |
| 02   | Matteo Iachino   | Italien                | 5020   |
| 03   | Pierre Mortefon  | Frankreich             | 4960   |
| 04   | Ross Williams    | Vereinigtes Königreich | 4950   |
| 05   | Pascal Toselli   | Frankreich             | 4800   |
| 06   | Julien Quentel   | Saint-Martin           | 4790   |
| 07   | Marco Lang       | Österreich             | 4730   |
| 08   | Arnon Dagan      | Israel                 | 4675   |
| 09   | Antoine Questel  | Frankreich             | 4660   |
| 10   | Sebastian Kördel | Deutschland            | 4580   |

| Rang | Name                    | Land        | Punkte |
| ---- | ----------------------- | ----------- | ------ |
| 01   | Sarah-Quita Offringa    | Aruba       | 3050   |
| 02   | Delphine Cousin Questel | Frankreich  | 3040   |
| 03   | Marion Mortefon         | Frankreich  | 3000   |
| 04   | Lena Erdil              | Türkei      | 2990   |
| 05   | Maëlle Guilbaud         | Frankreich  | 2930   |
| 06   | Esther de Geus          | Niederlande | 2880   |
| 07   | Marianne Rautelin       | Finnland    | 2790   |
| 08   | Ayako Suzuki            | Japan       | 2785   |
| 09   | Yuki Sunaga             | Japan       | 2780   |
| 10   | Çağla Kubat             | Türkei      | 2770   |

### Foil
| Rang | Name                 | Land        | Punkte |
| ---- | -------------------- | ----------- | ------ |
| 01   | Antoine Questel      | Frankreich  | 3030   |
| 02   | Gonzalo Costa Hoevel | Argentinien | 3030   |
| 03   | Sebastian Kornum     | Dänemark    | 3020   |
| 04   | Antoine Albeau       | Frankreich  | 2960   |
| 05   | Maciek Rutkowski     | Polen       | 2960   |
| 06   | Mateus Isaac         | Brasilien   | 2880   |
| 07   | Malte Reuscher       | Deutschland | 2860   |
| 08   | William Huppert      | Frankreich  | 2860   |
| 09   | Amado Vrieswijk      | Bonaire     | 2830   |
| 10   | Pierre Mortefon      | Frankreich  | 2800   |

## Podestplatzierungen Männer

### Wave
| Datum               | Ort            | 1. Platz                               | 2. Platz                               | 3. Platz                               |
| ------------------- | -------------- | -------------------------------------- | -------------------------------------- | -------------------------------------- |
| 09.07. – 15.07.2017 | Pozo Izquierdo | Philip Köster                          | Víctor Fernández López                 | Thomas Traversa                        |
| 06.08. – 12.08.2017 | El Médano      | Philip Köster                          | Víctor Fernández López                 | Alex Mussolini                         |
| 29.09. – 08.10.2017 | Sylt           | Víctor Fernández López                 | Marcilio Browne                        | Philip Köster                          |
| 29.10. – 12.11.2017 | Maui           | Wegen Finanzierungsproblemen abgesagt. | Wegen Finanzierungsproblemen abgesagt. | Wegen Finanzierungsproblemen abgesagt. |

### Freestyle
| Datum               | Ort         | 1. Platz        | 2. Platz        | 3. Platz     |
| ------------------- | ----------- | --------------- | --------------- | ------------ |
| 21.07. – 31.07.2017 | Costa Calma | Gollito Estredo | Amado Vrieswijk | Yentel Caers |
| 29.09. – 08.10.2017 | Sylt        | Gollito Estredo | Amado Vrieswijk | Jacopo Testa |

### Slalom
| Datum               | Ort                | 1. Platz                         | 2. Platz                         | 3. Platz                         |
| ------------------- | ------------------ | -------------------------------- | -------------------------------- | -------------------------------- |
| 03.05. – 08.05.2017 | Ulsan              | Wegen zu wenig Wind abgebrochen. | Wegen zu wenig Wind abgebrochen. | Wegen zu wenig Wind abgebrochen. |
| 11.05. – 16.05.2017 | Yokosuka           | Julien Quentel                   | Jordy Vonk                       | Antoine Albeau                   |
| 23.05. – 28.05.2017 | Sant Pere Pescador | Antoine Albeau                   | Pierre Mortefon                  | Matteo Iachino                   |
| 21.07. – 31.07.2016 | Costa Calma        | Antoine Albeau                   | Matteo Iachino                   | Ross Williams                    |
| 09.09. – 14.09.2017 | Hvide Sande        | Antoine Albeau                   | Matteo Iachino                   | Ross Williams                    |
| 29.09. – 08.10.2017 | Sylt               | Marco Lang                       | Vincent Langer                   | Ross Williams                    |
| 21.11. – 26.11.2017 | Nouméa             | Antoine Albeau                   | Matteo Iachino                   | Pierre Mortefon                  |

### Foil
| Datum               | Ort                | 1. Platz             | 2. Platz         | 3. Platz         |
| ------------------- | ------------------ | -------------------- | ---------------- | ---------------- |
| 11.05. – 16.05.2017 | Yokosuka           | Antoine Questel      | Sebastian Kornum | Antoine Albeau   |
| 23.05. – 28.05.2017 | Sant Pere Pescador | Antoine Albeau       | Antoine Questel  | Sebastian Kornum |
| 29.09. – 08.10.2017 | Sylt               | Julien Quentel       | Sebastian Kornum | Jordy Vonk       |
| 21.11. – 26.11.2017 | Nouméa             | Gonzalo Costa Hoevel | Maciek Rutkowski | Thomas Goyard    |

## Podestplatzierungen Frauen

### Wave
| Datum               | Ort            | 1. Platz                               | 2. Platz                               | 3. Platz                               |
| ------------------- | -------------- | -------------------------------------- | -------------------------------------- | -------------------------------------- |
| 09.07. – 15.07.2017 | Pozo Izquierdo | Daida Ruano Moreno                     | Iballa Ruano Moreno                    | Lina Erpenstein                        |
| 06.08. – 12.08.2017 | El Médano      | Iballa Ruano Moreno                    | Sarah-Quita Offringa                   | Daida Ruano Moreno                     |
| 29.09. – 08.10.2017 | Sylt           | Iballa Ruano Moreno                    | Sarah-Quita Offringa                   | Daida Ruano Moreno                     |
| 29.10. – 12.11.2017 | Maui           | Wegen Finanzierungsproblemen abgesagt. | Wegen Finanzierungsproblemen abgesagt. | Wegen Finanzierungsproblemen abgesagt. |

### Freestyle
| Datum               | Ort         | 1. Platz             | 2. Platz         | 3. Platz             |
| ------------------- | ----------- | -------------------- | ---------------- | -------------------- |
| 21.07. – 31.07.2017 | Costa Calma | Sarah-Quita Offringa | Maaike Huvermann | Oda Johanne Brødholt |

### Slalom
| Datum               | Ort         | 1. Platz                | 2. Platz                | 3. Platz        |
| ------------------- | ----------- | ----------------------- | ----------------------- | --------------- |
| 03.05. – 08.05.2017 | Ulsan       | Sarah-Quita Offringa    | Lena Erdil              | Marion Mortefon |
| 11.05. – 16.05.2017 | Yokosuka    | Sarah-Quita Offringa    | Delphine Cousin Questel | Lena Erdil      |
| 09.09. – 14.09.2017 | Hvide Sande | Sarah-Quita Offringa    | Delphine Cousin Questel | Marion Mortefon |
| 21.11. – 26.11.2017 | Nouméa      | Delphine Cousin Questel | Sarah-Quita Offringa    | Marion Mortefon |

## Nationencup
| Rang | Land                   | Punkte |
| ---- | ---------------------- | ------ |
| 01   | Frankreich             | 10,7   |
| 02   | Aruba                  | 16     |
| 03   | Italien                | 21     |
| 04   | Vereinigtes Königreich | 23     |
| 05   | Deutschland            | 25     |

## Konstrukteurscup
| Rang | Firma        | Punkte |
| ---- | ------------ | ------ |
| 01   | Starboard    | 6,7    |
| 02   | Fanatic      | 7      |
| 03   | RRD          | 8,7    |
| 04   | Tabou        | 14     |
| 05   | JP Australia | 14,7   |

| Rang | Firma       | Punkte |
| ---- | ----------- | ------ |
| 01   | North Sails | 4,7    |
| 02   | Severne     | 7,7    |
| 03   | Neil Pryde  | 9,7    |
| 04   | Gaastra     | 14     |
| 05   | Point-7     | 16     |

| Rang | Firma       | Punkte |
| ---- | ----------- | ------ |
| 01   | North Sails | 4,7    |
| 02   | Severne     | 7,7    |
| 03   | Neil Pryde  | 9,7    |
| 04   | Gaastra     | 14     |
| 05   | Point-7     | 16     |